# 이장 (행정가)
이장(里長)은 후한 시대에 정 아래의 행정단위인 리(里)의 수장이다. 농촌ㆍ어촌 지역의 마을 출신이거나, 마을에서 10년 이상 장기거주한 경력을 가졌거나, 마을에 대한 관리책임을 지게 되는 사람을 중심으로 선정된다. 지역에 따라 읍장이나 면장의 제청하에 시장 및 군수가 임명하는 곳도 있고, 자치적인 주민투표에 따라 마을 거주민들이 직접 이장을 뽑는 곳도 있다. 다만 좁은 농촌사회 특성상 마을에서 가장 돈 많은(=영향력이 큰) 사람이나 옛날부터 하던 사람이 계속 하는 경우가 부지기수. 1990년대 이후로 지방자치 시대에 걸맞게 여러 지역에서 직선제를 도입했지만, 다시 임명제로 돌아간 곳도 많다. 좁은 사회에서 선거 때문에 패가 갈리고, 생각보다 앙금도 쉽게 가라앉지 않다 보니 내린 고육지책. 임명제인 지역은 공모를 받아 시군청에서 면접을 통해 결정한다. 통장의 경우 간단한 필기시험을 요구하는 경우가 있다.
일반적으로는 정정한 남성 노인이 하는 경우가 많지만, 40~50대 정도의 아저씨가 이장을 맡는 경우도 많다. 농어촌의 고령화가 심하다 보니 40대 이장도 상당히 젊은 축에 속할 때가 많다. 간혹 어느 정도 도시화된 읍 지역에서는, 서울이나 대도시권 아파트촌에서 통장으로 잔뼈가 굵었던 아주머니들이 남편 은퇴하고 내려온 동네에서 이장을 맡기도 한다.
마을 이장은 이장직 자체를 위해서 한다기보다는 각종 권력을 가질 수 있는 조합장(단위농협 조합장, 마을 공동목장 조합장 등)이라든지 군의원 같은 선출직으로 진출하기에 용이한 이력으로 취급된다. 농촌 사람들은 대부분 그러한 이권이 달린 조합들의 조합원이니 이장을 역임하면 자연스럽게 사람들에게 눈도장을 찍을 수 있고, 지역사회에 공헌한 사람이니까 한 번 찍어줘야 한다는 인식을 동네 사람들에게 줄 수 있기 때문이다. 또한 농촌이라는 곳이 그런 인심을 얻느냐에 따라서 생활하기 편하고 불편하고가 크게 바뀐다.
농사일 하지 않는데 농사일 한다고 하고 면세유 사용하도록 하는 경우도 있는데 해선 안된다.

## 직무
시장 및 군수, 읍장 및 면장 다음가는 지역 총책임자이다. 읍면에 속한 행정리 단위의 마을을 총책임하에 관리감독하는 권한을 가지게 되며, 마을 공무사항, 주민치안, 범죄예방, 농사지원, 재해 복구지원 역할을 하는 권한을 맡는다.
생각보다 고된 직업이기도 하다. 동사무소처럼 이장 외에 다른 공무원들이 편제되어 있는 게 아닌지라, 무슨 일이 있으면 이민(里民)들을 일일이 찾아다녀야 하기 때문이다. 교통과 통신이 불편했던 과거에는 주민들의 오만 민원사항을 일일이 읍/면사무소에 가서 처리해 줬는데, 당연히 이장이 민원을 잊어버렸다거나 하면 그냥 답이 없었다. 영아사망률이 꽤 떨어진 1950년대 말~1970년대 초반에도 이런 사정으로 출생신고가 늦어져 실제 생년월일과 서류상 생년월일이 달라진 경우가 꽤 된다. 문맹률이 높던 시절부터 이장이 동네 주민들의 주민등록증, 인감도장, 통장 등을 보관하는 경우가 있는데 주민들,마을의 돈을 자기 돈처럼 쓰거나 빼돌리는 경우도 있다. 작은 곳이지만 권력이 생각보다 작은 직업도 아니다.
이렇게 일이 많다 보니, 같은 법정리라도 마을이 나눠져 있으면 각 마을마다 이장을 선출하며, 마을이 나눠져 있지 않더라도 아파트나 빌라 같은 주거밀집지역일 경우 한 마을을 여러 단위로 이장이 대여섯 명 이상 있는 경우도 많다. 이는 통장도 마찬가지이다.
사람이 적고 서로서로 잘 아는 시골 마을, 혹은 좁은 공간에 인구가 밀집된 아파트 지역이면 그래도 괜찮은데, 어중간하게 도시화된 읍 지역 주택가에서는 전국 평균(250세대)을 상회하는 수백~수천 세대가 하나의 행정리로 묶여 있는 데다가 주민들끼리도 서로 잘 모르는 경우도 있으니 이장을 보좌하기 위해 지역발전위원을 임명할 수 있도록 되어 있지만, 다들 생업이 있어서 전임제 이장도 아닌 지역발전위원은 안 맡으려 하는 경우가 상당수.
농어촌을 배경으로 하는 드라마나 교양 프로그램을 보면 자주 나오는 장면으로, 마을회관이나 이장의 자택에 설치된 방송 장비로 이장이 간단한 방송을 하는 경우가 있다. 마을 사람들에게 알려야 하는 중앙정부, 지방자치단체의 공지사항이나 마을의 특별한 소식 등을 알려주는 것. 농어촌의 특성상 주민들을 일일이 한자리에 모아놓고 알려주기가 곤란하고, 그렇다고 이장이 직접 집집마다 찾아다니기도 힘드므로 이런 식으로 방송하는 것이다. 물론 그 외에 방송 장비를 어떻게 사용하는지는 이장의 재량이므로, 주민들이 좋아하는 라디오 프로그램이나 음악을 틀어주는 등의 용도로 쓰기도 한다. 과거에는 이걸 이용해서 주민들의 전화를 연결해 주기도 했다. 전화 자체가 흔하지 않던 시절에는 물론이고, 1990년대 이후에도 휴대전화가 보편화하기 전에는 주민들이 밖에서 일하느라 집전화를 받기 힘들었다. 그러므로 이장이 대신 전화를 받고 방송으로 '김OO 어르신, 외지에 사는 둘째아들한테 전화가 왔으니 와서 받으세요.'라는 식으로 알려주는 것이다.
수당은 전국 공통 월 40만 원에, 설날과 추석에 상여금(60만 원)이 지급되고, 회의수당 4만 원이 별도로 지급된다. 마을이나 동네에서 목소리 떵떵거리는 직책치고는 수입이 많이 낮은 편으로 사실상 용돈 정도에 가까운 금액인데, 일이 궂어서 열정페이에 가까운 경우도 많다. 반면에 매년 수천만 원씩 해먹는 이장들도 있다.
이장 중 올바르고 마을을 위해 힘쓰는 이장도 있으나, 이장의 직위를 이용해 용돈벌이 이상으로 부정부패를 저질러 기득권을 차지하는 경우도 있다. 유튜브에서도 이장 횡령만 검색해도 제도권 언론의 영상이 많이 나오며, 마을기금을 횡령하여 사적으로 이용한 케이스가 많은데다가 뉴스에서 인터뷰를 따면 "몰랐다.", "마을 주민들에게 현물로 챙겨주기 위해서 그랬다.", "마을의 일이다. 신경쓰지도 마라"라는 식으로 회피하기 마련이다.
젊은 층의 유입이 필요한 시골이고 매번 시골이 사라진다며 언론에게 호소하는 곳이 정작 모든 재산을 긁어모아 귀농해서 오는 젊은 유입층들에게 사기를 치거나 악습 중 하나인 '마을 발전기금'이라는 전국적으로 통상적인 관례성 금액의 돈을 요구하는데, "어디에 사용되고, 왜 내야 하며, 얼마를 기부해야 하는지"에 대한 정당한 설명을 요구해도 명확한 기준이 없어서 이장 맘대로에다가, 만약 이를 거부하면 마을 대소사에 초대를 안 주는 등 대놓고 왕따를 시키며 횡포를 부리는 마을도 있다. 이렇다 보니 젊은 층이 사라진다며 호소하면서도 정작 귀농 온 자들에게 금품을 요구하고 이를 거부하는 자들에게 왕따를 시키는 바람에 다시 도시로 돌아가는 등 악순환도 있는데, 이를 보면 사실상 본인들이 쫓아낸 경우도 있다.
2023년에 귀농시도를 한 빠머스라는 유튜버는 귀농하여 2023년에 귀농 브이로그를 찍었지만 이장의 사기 행위와 통수, 마을사람들의 텃세에 질려 시골 닫힌사회의 부정적인 면을 집중적으로 조명시키고 고발하는 자가 되었다.